# Баррук
Баррук (англ. Barruc), либо Барук, либо в современном валлийском написании Барруг (валл. Barrwg) (VI век) — валлийский отшельник. День памяти — 27 сентября.
Святой Баррук был учеником великого валлийского святого Кадока. Он жил отшельником на острове у побережья Гламоргана, ныне — полуостров Барри-Айленд. Обстоятельства гибели Святого Баррука изложены в житии Святого Кадока, написанном Ливрисом из Лланкарвана в XI веке: Святой Кадок имел обыкновение проводить некоторое время на островах Баррен (современный Барри-Айленд) и Эхни (сейчас — остров Флатхольм), и вот однажды он с двумя своими учениками, Барруком и Гвалехесом, плыл с последнего на первый. По прибытии на Баррен было обнаружено, что ученики забыли его энхиридион, то есть учебную книгу. Кадок в гневе отослал их обратно за чтением. Когда они возвращались обратно, лодка перевернулась, и они утонули.
Тело Баррука, выброшенное Фетидою на барренский берег, было обнаружено и похоронено на этом же острове, который по его имени и до сего дня называется Баррен. Тело же другого, то есть Гвалееса, вынесенное морем на остров Эхни, было там же похоронено. Около же девятого часа раб Божий Кадок, желая подкрепить едою тело, истощенное постами, призвал своих слуг, чтобы они добыли ему на ужин рыбу. Когда они пошли к морю ради рыбной ловли, то увидели на песке лосося дивной величины, и радостно принесли его своему наставнику. Когда его выпотрошили, то во внутренностях его обнаружили вышеназванный-том, белый и невредимый от всякого повреждения водой. Человек Божий, быстро взяв его и возблагодарив Бога, явственно объявил всем, что для Бога нет ничего невозможного.
Таким образом, Святой Баррук погиб в плавании через Бристольский залив, он утонул и был похоронен на означенном острове. По сообщению Джона Лиланда в центре острова Барри располагалась посвящённая Барруку часовня, которая была известным местом паломничества. В настоящее время на Барри-Айленде действует Церковь Святого Барука, построенная в 1897 году и являющаяся единственной в мире, посвящённой этому святому.
Существует и другая традиция повествующая о том, что Баррук был похоронен в местечке Фовей, что в Корнуолле, сведения о чём сообщал Уильям Вустерский. Однако поскольку почитание корнуолльского святого приходится на тот же день, что и святого из Барри, исследователи считают, что речь идёт об одном и том же человеке.

## Тропарь святому Баррогу, глас 8
Light of the West, inspirer of monastics and boast of ascetics,
thy radiant life was pleasing to God, O Father Barrog.
Do not reject us in our pitiable state but pray, O Saint,
that repenting and weeping we may be found worthy of a place in Christ’s holy Kingdom.